# Nesotragus moschatus
Il suni (Nesotragus moschatus Von Dueben, 1864), noto anche come neotrago muschiato, è un'antilope di piccola taglia dell'Africa sudorientale. Il suo nome swahili è paa.

## Descrizione
I suni sono fra le antilopi più piccole del mondo, con un'altezza al garrese di 35 cm e un peso di 8 kg. Il manto è grigio-fulvo che può tendere al rosso; le parti inferiori del corpo sono bianche. La coda è lunga e scura, anch'essa bianca all'interno. Sotto gli occhi hanno una ghiandola abbastanza vistosa, che secerne un muschio odoroso. Le orecchie sono rosate e quasi trasparenti. Il labbro superiore è sporgente. Il maschio è di dimensioni inferiori ed è dotato di corna proiettate all'indietro, intorno ai 10 cm di lunghezza (il massimo registrato è 13 cm).

## Distribuzione e habitat
L'areale di questa specie siestende dal Kenya al Sudafrica e comprende Malawi, Mozambico, Tanzania (comprese Zanzibar e l'isola di Mafia) e Zimbabwe.
I suni prediligono le zone cespugliose e boschive, e il corso dei fiumi. Possono vivere anche ad altitudini elevate. Si nutrono di radici, foglie e frutti, e non hanno bisogno di bere.

## Biologia
Sono animali prevalentemente notturni, solitari, sporadicamente in coppia o in piccoli gruppi. Se spaventati, tentano di sfuggire alla vista dei predatori rimanendo perfettamente immobili (a eccezione della coda, che continua ad agitarsi). I loro principali nemici sono il leopardo, il caracal e lo sciacallo.
La gestazione dura 160 giorni, e la vita media è di 8 anni.